# Местные выборы на Украине (2006)
Очередные выборы в местные советы прошли 26 марта 2006 года одновременно с выборами в Верховную Раду.

## Автономная Республика Крым
Всего 100 депутатов:
- Блок «За Януковича» (Партия регионов и Русский блок)* — 44 мандатов (32,55 %),
- Партия «Союз» — 10 мандатов (7,62 %),
- Блок Куницина** — 10 мандатов (7,56 %),
- КПУ — 9 мандатов (6,55 %),
- Народный Рух Украины — 8 мандатов (6,26 %),
- Блок Юлии Тимошенко — 8 мандатов (6,03 %),
- Блок Наталии Витренко «Народная оппозиция» — 7 мандатов (4,97 %).
- блок «Не Так!» — 4 мандата (3,09 %)[1]

----

* В Блок «За Януковича» вошли крымские организации Партии регионов и «Русский блок».

** В «Блок Куницына» вошли крымские организации НДП, ДемПУ и партии государственного нейтралитета Украины.

## Винницкая область
Всего 100 депутатов:
- БЮТ — 44 мандата (29,63 %),
- «Наша Украина» — 23 мандата (15,33 %),
- СПУ — 15 мандатов (9,99 %),
- Партия регионов — 8 мандатов (5,14 %),
- НБЛ — 6 мандатов (4,63 %),
- КПУ — 4 мандата (3,09 %).

## Волынская область
Всего 80 депутатов:
- БЮТ — 40 мандатов (41,34 %),
- «Наша Украина» — 18 мандатов (18,85 %),
- Блок Костенко-Плюща — 6 мандатов (6,48 %),
- Блок Бориса Климчука «Ридна Волинь» — 5 мандатов (4,58 %),
- НБЛ — 4 мандата (3,76 %),
- Партия регионов — 4 мандата (3,64 %),
- СПУ — 3 мандата (3,05 %).

В Блок Бориса Климчука «Ридна Волинь» вошли Политическая партия «Витчизна», Республиканско-христианская партия и Украинская консервативная партия.

## Днепропетровская область
Всего 100 депутатов:
- Партия регионов — 39 мандатов,
- БЮТ — 18 мандатов,
- Блок Лазаренко — 17 мандатов,
- Наша Украина — 9 мандатов,
- КПУ — 7 мандатов,
- Блок Наталии Витренко «Народная оппозиция» — 5 мандатов,
- НБЛ — 5 мандатов.

Примечание. Результаты голосования по выборам в областной совет в городе Никополе не учитывались, так как были признаны не действительными.

## Донецкая область
Всего 150 депутатов:
- Партия регионов — 120 мандатов (61,89 %),
- Блок Наталии Витренко «Народная оппозиция» — 13 мандатов (6,9 %),
- СПУ — 10 мандатов (5,09 %),
- КПУ — 7 мандатов (3,45 %).

В Донбассе более чем убедительную победу получили «регионалы». Так, в Донецке их результат достиг 61,89 % голосов избирателей. Блок Натальи Витренко набрал 6,9 %, Соцпартия — 5,09 %. И совсем скромно, как для «красной» области, завершили выборы коммунисты — 3,45 %.

## Житомирская область
Всего 95 депутатов:
- БЮТ — 28 мандатов (20,2 %),
- «Наша Украина» — 23 мандата (16,5 %),
- Партия регионов — 16 мандатов (11,1 %),
- Народный блок Литвина — 14 мандатов (9,6 %),
- СПУ — 9 мандатов (6,4 %),
- КПУ — 5 мандатов (3,6 %).

## Закарпатская область
Всего 90 депутатов:
- «Наша Украина» — 30 мандатов,
- БЮТ — 25 мандатов,
- Партия регионов — 15 мандатов,
- НБЛ — 7 мандатов,
- Венгерская партия КМКС — 5 мандатов,
- Демократическая партия венгров Украины — 4 мандата,
- СПУ — 4 мандата.

## Запорожская область
Всего 120 депутатов:
- Партия регионов — 60 мандатов (34,967 %),
- БЮТ — 14 мандатов (8,447 %),
- Блок Витренко — 13 мандатов (7,556),
- «Наша Украина» — 8 мандатов (4,816 %),
- КПУ — 7 мандатов (4,277 %),
- Не ТаК — 7 мандатов (3,828 %),
- НБЛ — 6 мандатов (3,331 %),
- «Виче» — 5 мандатов (3,036 %).

В Запорожской области результаты местных выборов стали точным отражением симпатий жителей региона, проявившихся на выборах в парламент.

## Ивано-Франковская область
Всего 120 депутатов:
- «Наша Украина» — 62 мандата (40,6 %),
- БЮТ — 37 мандатов (24,44 %),
- Блок Костенко-Плюща — 9 мандатов (6 %),
- Блок «Национальный выбор» — 7 мандатов (4,71 %),
- Блок «Видродження Прикарпатья» — 5 мандатов (3,01 %).

В блок «Национальный выбор» входят КУН и УРП «Собор».
Блок «Видродження Прикарпатья» создан на основе партии «Видродження».

## Киевская область
| Выборы-2006 в Киевский облсовет | Выборы-2006 в Киевский облсовет | Выборы-2006 в Киевский облсовет | Выборы-2006 в Киевский облсовет | Выборы-2006 в Киевский облсовет |
| ------------------------------- | ------------------------------- | ------------------------------- | ------------------------------- | ------------------------------- |
| «БЮТ»                           |                                 |                                 | 66 (37,37 %)                    |                                 |
| «Наша Україна»                  |                                 |                                 | 16 (8,79 %)                     |                                 |
| СПУ                             |                                 |                                 | 14 (7,66 %)                     |                                 |
| Партия регионов                 |                                 |                                 | 11 (6,11 %)                     |                                 |
| «Блок Литвина»                  |                                 |                                 | 7 (3,90 %)                      |                                 |
| УНБКП                           |                                 |                                 | 6 (3,59 %)                      |                                 |

Всего 120 депутатов
- Блок Юлии Тимошенко − 66 мандата
- НУ − 16 мандатов
- Социалистическая партия Украины − 14 мандатов
- Партия Регионов — 11 мандатов
- «Блок Литвина» − 7 мандатов
- Украинский народный блок Костенко и Плюща − 6 мандатов

## Кировоградская область
Всего 100 депутатов:
- БЮТ 44 мандата,
- ПР 18 мандатов,
- НУ 12 мандатов,
- СПУ 10 мандатов,
- НБЛ 9 мандатов,
- КПУ 7 мандатов.

Коалиция БЮТ, СПУ, НУ

## Луганская область
Всего 120 депутатов:
- Партия регионов — 100 мандатов,
- Блок Наталии Витренко «Народная оппозиция» — 8 мандатов,
- КПУ — 7 мандатов,
- БЮТ — 5 мандатов.

## Львовская область
Всего 120 депутатов:
- «Наша Украина» — 44 мандата,
- БЮТ — 41 мандат,
- Блок Костенко-Плюща — 10 мандатов,
- ВО «Свобода» — 10 мандатов,
- «Пора» — 8 мандатов,
- ПППУ — 7 мандатов.

## Николаевская область
Всего 120 депутатов:
- Партия Регионов — 53 мандата (31,56 %).
- БЮТ — 18 мандатов (10,53 %),
- Блок Наталии Витренко «Народная оппозиция» — 14 мандатов (8,25 %),
- НБЛ — 11 мандатов (6,34 %),
- КПУ — 7 мандатов (4,44 %),
- «Наша Украина» — 6 мандатов (3,54 %),
- СПУ — 6 мандатов (3,5 %),
- Партия зеленых Украины — 5 мандатов (3,27 %).

## Одесская область
Всего 120 депутатов:
- Партия регионов —49 мандатов,
- СПУ — 19 мандатов,
- БЮТ — 14мандатов,
- Народный блок Литвина — 12 мандатов,
- Блок Витренко — 10 мандатов,
- «Наша Украина» — 9 мандатов.
- Партия пенсионеров- 4 мандата
- Партия возрождение-3

## Полтавская область
Всего 90 депутатов:
- БЮТ — 29 мандатов (24,1 %),
- Партия регионов — 20 мандатов (14,79 %),
- «Наша Украина» — 15 мандатов (10,9 %),
- СПУ — 15 мандатов (10,6 %),
- КПУ — 7 мандатов (5 %),
- Народный блок Литвина — 4 мандата (3,2)%.

«Оранжевую» коалицию в Полтавском облсовете планируют создать БЮТ, «Наша Украина» и СПУ.
- 853&lang= ukr Райсоветы Полтавской области (недоступная ссылка)

## Ровненская область
Всего 80 депутатов:
- БЮТ — 28 мандатов (26,89 %),
- «Наша Украина» — 23 мандата (22,24 %),
- Блок Костенко-Плюща — 11 мандатов (10,36 %),
- НБЛ — 6 мандатов (6,2 %),
- СПУ — 5 мандатов (5,1 %),
- Партия регионов — 4 мандата (3,7 %),
- Партия «Видрождення» — 3 мандата (3,1 %).

## Сумская область
Всего 90 депутатов:
- БЮТ — 42 мандата (29,09 %),
- «Наша Украина» — 16 мандатов (11,59 %),
- СПУ — 11 мандатов (7,54 %),
- Партия регионов — 9 мандатов (5,73 %),
- КПУ — 7 мандатов (5,14 %),
- Блок Витренко — 5 мандатов (3,5 %).

Меморандум о создании на Сумщине коалиции демократических сил подписали областные организации «Батькивщины» и СПУ. К ним обещали присоединиться представители «Наша Украина».

## Тернопольская область
Всего 120 депутатов:
- БЮТ — 54 мандата,
- «Наша Украина» — 48 мандатов,
- Блок Костенко-Плюща — 13 мандатов
- СПУ — 5 мандатов.

### 2009
На внеочередных выборах в Тернопольский облсовет, которые произошли 15 марта 2009 года, в областной совет прошли такие политические силы:
- Всеукраинское объединение «Свобода» — 34,69 % голосов (50 депутатских мандатов из 120),
- «Единый центр» — 14,2 % (20 мандатов в облсовете),
- Партия регионов — 9,8 % (14 мандатов),
- Блок Юлии Тимошенко — 8,1 % (12 мандатов, позже отказались от мандатов),
- Украинская народная партия — 7,99 % (11 мандатов),
- «Наша Украина — Народная самооборона» — 5,52 % (8 мандатов),
- Народный блок Литвина — 3,6 % (5 мандатов).

Против всех проголосовали 6,78 % принявших участие в голосовании.

## Харьковская область
- Партия регионов — 42,13 %,
- БЮТ — 10,61 %,
- «Наша Украина» — 5,89 %,
- КПУ — 5,25 %,
- Блок Наталии Витренко — 4,76 %,
- «Вече» — 3,71 %,
- «Возрождение» — 3,53 %,
- Блок Гошовского «За союз» — 3,03 %.

## Херсонская область
Всего 85 депутатов:
- Партия Регионов — 30 мандатов,
- Блок Юлии Тимошенко — 19 мандатов,
- «Народный Союз Наша Украина» — 9 мандатов,
- Коммунистическую партию Украины — 7 мандатов,
- Народный блок Литвина — 6 мандатов,
- Социалистическую партию Украины — 5 мандатов,
- Блок Наталии Витренко «Народная оппозиция» — 5 мандатов,
- Коммунистическую партию рабочих и селян — 4 мандата.

## Хмельницкая область
- БЮТ 35 депутатских мандатов,
- НСНУ 24,
- блок Литвина — 10,
- Партия регионов — 8,
- СПУ — 8
- блок Костенко и Плюща — 5

## Черкасская область
Всего 78 депутатов:
- БЮТ — 35 мандатов (30,35 %),
- «Наша Украина» — 13 мандатов (10,84 %),
- СПУ — 13 мандатов (10,84 %),
- Партия регионов — 7 мандатов (6,07 %),
- НБЛ — 6 мандатов (5,39 %),
- КПУ — 4 мандата (3,44 %).

## Черниговская область
Всего 90 депутатов:
- БЮТ — 35 мандатов (25,71 %),
- СПУ — 17 мандатов (12,51 %),
- Партия регионов — 15 мандатов (11,34 %),
- «Наша Украина» — 12 мандатов (8,71 %),
- КПУ — 7 мандатов (4,95 %),
- Народный блок Литвина — 4 мандата (3,47 %).

## Черновицкая область
- БЮТ — 22 %,
- «Наша Украина» — 18,75 %,
- Партия регионов — 8,03 %,
- Соцпартия — около 4 %,
- Блок Литвина — около 4 %,
- «Пора-ПРП» — 3,32 %.

## Киев
Всего 120 депутатов:
- Блок Юлии Тимошенко — 41 мандат (24,64 %),
- Блок Леонида Черновецкого (член НУ и ХЛП) — 21 мандат (12,93 %),
- «Наша Украина» — 15 мандатов (8,85 %),
- Блок Виталия Кличко ПОРА-ПРП — 14 мандатов (8,51 %),
- Партия регионов — 9 мандатов (5,76 %),
- Избирательный блок «Гражданский актив Киева» — 7 мандатов (4,01 %),
- Социалистическая партия Украины — 7 мандатов (3,95 %),
- Народный блок Литвина — 6 мандатов (3,63 %).

## Севастополь
Всего 75 депутатов:
- Партия регионов — 45 мандатов (43,69 %),
- Блок Витренко — 9 мандатов (8,24 %),
- Блок Сергея Иванова «За Севастополь!» — 7 мандатов (6,44 %),
- Русский блок — 5 мандатов (5,21 %),
- КПУ — 5 мандатов (4,77 %),
- «Блок Сергея Кондратевского» — 4 мандата (3,88 %).

В Блок «Сергея Иванова» вошли городские организации ПППУ и ХДС.
В «Блок Сергея Кондратевского» вошли городские организации партия Национально-экономического развития Украины и «Молодая Украина».
Севастопольские городские организации Партии регионов, партии «Русский блок» и блока Витренко 30 марта договорились о создании большинства в Севастопольском городском совете.

## По Украине
Таким образом, в облсоветы прошли следующие партии и блоки:
- Партия регионов — абсолютное большинство мандатов в Донецком, Луганском, Запорожском облсовете, Севастопольском горсовете; большие фракции в Днепропетровском, Винницком, Закарпатском, Житомирском, Кировоградском, Николаевском, Одесском, Полтавском, Харьковском, Херсонском, Черниговском облсоветах, Верховном Совете Крыма; небольшие представительства в Тернопольском (с 2009 года), Волынском, Киевском, Ровенском, Сумском, Черкасском, Черновицком облсоветах, в Киевском горсовете; отсутствуют во Львовском, Ивано-Франковском облсоветах.
- Блок Юлии Тимошенко — абсолютное большинство мандатов в Волынском и Киевском облсоветах, представительства во всех облсоветах за исключением Донецкого, есть в Киеве, Крымском Совете, нет в горсовете Севастополя.
- «Наша Украина» — абсолютное большинство в Ивано-Франковском облсовете, крупные фракции в Закарпатском, Винницком, Волынском, Житомирском, Киевском, Львовском, Кировоградском, Полтавском, Ровенском, Сумском, Тернопольском (до 2009 года), Черкасском, Черниговском, Черновицком облсоветах и Киевском горсовете, небольшие фракции в Тернопольском (с 2009 года), Днепропетровском, Запорожском, Николаевском, Одесском, Харьковском, Херсонском облсоветах. Не представлен в Донецком, Луганском облсоветах, в Крыму и в Севастополе.
- СПУ — крупные фракции в Винницком, Донецком, Киевском, Кировоградском, Одесском, Полтавском, Сумском, Черкасском, Черниговском облсоветах, небольшие фракции в Волынском, Закарпатском, Житомирском, Николаевском, Ровенском, Херсонском, Черновицком облсоветах и Киевском горсовете.
- КПУ — небольшие представительства (до 10 мандатов) в Винницком, Днепропетровском, Донецком, Житомирском, Луганском, Кировоградском, Николаевском, Полтавском, Сумском, Харьковском, Херсонском, Черкасском, Черниговском облсоветах, в Крыму и Севастополе.
- Блок Наталии Витренко «Народная оппозиция» — представительства на востоке и юге Украины, в том числе крупные фракции в Донецком, Запорожском, Николаевском, Одесском облсоветах, в Севастополе, небольшие — в Крыму, Днепропетровском, Луганском, Сумском, Харьковском, Херсонском облсоветах.
- Народный блок Литвина — крупные фракции в Житомирском, Николаевском и Одесском облсоветах, небольшие — в Винницком, Волынском, Закарпатском, Днепропетровском, Запорожском, Киевском, Кировоградском, Полтавском, Ровенском, Херсонском, Черкасском, Черниговском, Тернопольском (с 2009 года), Черновицком облсоветах, в Киевском горсовете.
- Блок Костенко-Плюща — крупные фракции на западе страны: Львовский, Тернопольский, Ровенский облсовет, небольшие фракции в Волынском, Ивано-Франковском, Киевском облсоветах.
- Вече — небольшие фракции в Харьковском и Запорожском облсоветах.
- Возрождение — Ивано-Франковский, Ровенский и Харьковский облсоветы.
- Пора-ПРП — крупная фракция в Киевском горсовете, небольшие в Львовском, Черновицком, облсоветах.
- Не Так! — небольшая фракция в Запорожском облсовете.
- Партия Зеленых Украины — Николаевский облсовет.
- Всеукраинское объединение «Свобода» — Большая фракция в Тернопольском обл.совете (с 2009 г.), небольшая — в Львовском облсовете.
- Блок Лазаренко — Днепропетровский облсовет.
- Родная Волынь — Волынский облсовет.
- Демпартия Венгров и Венгерская КЛМС(2 списка) — Закарпатский облсовет.
- Русский блок ;ХДС и ПППУ ;ПНЭРУ и МУ (Севастопольский горсовет).
- КУН И Собор — Ивано-Франковский совет .
- Партия Союз — Крым и Харьковский облсовет.
- Партия Пенсионеров Украины — Одесский облсовет.

## Городские головы
1. Винница — Владимир Гройсман, НСНУ, и. о. городского головы, секретарь городского совета.
2. Донецк — Александр Лукьянченко, Партия Регионов, городской голова.
3. Днепропетровск — Иван Куличенко, городской голова, поддерживался БЮТ, однако накануне выборов-2010 вступил в Партию регионов
4. Житомир — Вера Шелудченко, НСНУ, директор ООО СП «Житомир-Полисакс» (Житомирский завод химического волокна).
5. Ивано-Франковск — Виктор Анушкевичус, УНБ Костенко-Плюща, директор ЧП «Ритас».
6. Запорожье — Евгений Карташов, городской голова, беспартийный, поддерживался частью местных ФПГ и Блоком Литвина.
7. Киев — Леонид Черновецкий, близок к НСНУ, лидер ФПГ.
8. Луганск — Сергей Кравченко, ПРУ, Председатель Каменобродского райсовета Луганска.
9. Львов — Андрей Садовый, НСНУ и «Пора-ПРП», ОО «Самопоміч», лидер местной ФПГ.
10. Николаев — Владимир Чайка, действующий мер, поддерживался «Партия Регионов», СПУ, «Блок Юлии Тимошенко».
11. Одесса — Эдуард Гурвиц
12. Полтава — Матковский Андрей, БЮТ, городской голова, народный депутат.
13. Ровно- Виктор Чайка, НСНУ, городской голова.
14. Сумы — Геннадий Минаев, ОИ «Ночной дозор», фирма «Кит»
15. Тернополь — Роман Заставный, НСНУ, председатель правления ОАО «Птицефабрика Тернопольская».
16. Харьков — Михаил Добкин, ПРУ, народный депутат.
17. Чернигов — Николай Рудьковский, СПУ, народный депутат.
18. Черновцы — Николай Федорук, городской голова, поддерживался БЮТ.
19. Херсон — Владимир Сальдо, городской голова, «Партия Регионов».
20. Ужгород — Сергей Ратушняк, Блок Литвина, народный депутат, лидер местной ФПГ.